# Cetatea dacică de la Bucium
Este o fortificație dacică situată pe teritoriul României.